# Топтыжка
Топтыжка — советский мультипликационный фильм. Вторая по счёту режиссёрская работа Фёдора Хитрука. Выполнен в технике бесконтурного рисунка и перекладок.
Сказка о том, как, подружившись, медвежонок и зайчонок заставили подружиться и свои семьи.

## Сюжет
В глухом дремучем лесу стояла избушка. В ней жила медведица с медвежонком Топтыжкой. Однажды, когда медведица крепко спала, а сам Топтыжка пошёл гулять, он повстречал зайца Чернохвостика, с которым подружился. Когда Топтыжка вернулся домой, медведица заперла дверь и запретила ходить зимой в лес и дружить с зайцем. Чернохвостику мать-зайчиха тоже запретила дружить с медведем.
Пришла весна. Медведица проснулась и повела сына в лес. Топтыжка попал на то самое место, где зимой играл с зайчонком. Он решил найти друга и вышел на крутой берег. Здесь он увидел, что по речке плывёт домик, а на его крыше сидят зайчиха и зайчонок. Топтыжка бросился спасать друга и сам чуть не попал под льдину, ему помогли зайцы. Из лесу вышла мать‐медведица. В финале оба семейства подружились.

## Создатели
- автор сценария и режиссёр — Фёдор Хитрук
- художник-постановщик — Сергей Алимов
- композитор — Моисей Вайнберг
- оператор — Борис Котов
- звукооператор — Георгий Мартынюк
- звукооформитель — Александр Баранов
- аниматоры (в титрах — художники): Галина Баринова, Яна Вольская, Мария Мотрук, Владимир Морозов, Леонид Носырев, Анатолий Петров, Геннадий Сокольский, Ирина Светлица, Мстислав Купрач (в титрах — О. Купрач), В. Леонова, Эльвира Маслова, В. Чижова
- текст от автора читает — Елена Понсова

## История создания
«Топтыжка» — один из тех мультфильмов, появление которых ознаменовало новую эпоху в рисованной кинематографии СССР. В 1930-х — 1950-х годах мультипликация создавалась в первую очередь для детей. Соответственно, главными жанрами были басня и сказка. При этом упор делался на воспитательную функцию произведения, его идеологическое воздействие, создание «новой мифологии» эпохи «большого стиля», а образцом служила эстетика Диснея. В этот период появились замечательные фильмы, имеющие огромный успех у зрителя («Аленький цветочек», «Золотая антилопа», «Гадкий утёнок», «Снегурочка» и другие), однако развитие было ограничено весьма узкими рамками, а мультфильмы обращались только к самой молодой части аудитории. С наступлением «оттепели» пришло время распада «большого стиля». Коллективное уступило частному, всё более явственно проявлялся интерес к внутреннему миру человека, его переживаниям, преодолению проблем, стоящих перед ним. Возросло стремление к обозначению точки зрения автора фильма, что способствовало формированию «лирико-субъективных тенденций экрана» (Н. Кривуля). На первый план вышли вечные вопросы духовной части жизни человека. Авторы обратились к созданию героев, выражающих реакцию на разнообразные ситуации, в которых они оказываются, и на действия персонажей, их окружающих. Вся палитра чувств, испытываемых ими, раскрывается посредством приёмов, свойственных только мультипликации. Одна из тем в новом направлении развития рисованного кино — тема разобщённости и дружбы — стала основой истории, рассказанной в «Топтыжке».
1960-е годы стали одним из самых плодотворных периодов советской мультипликации. На студии «Союзмультфильм» в это время ещё работали зрелые специалисты, многие из них перешли в режиссуру из художников-постановщиков или мультипликаторов, технология производства была отлажена в предшествующий период. В это же время появилось новое поколение мультипликаторов. Это были авторы, каждый со своим индивидуальным почерком, открытые для поиска нового. Одним из таких многообещающих дебютантов в режиссуре был Фёдор Хитрук.
После «Истории одного преступления» Хитрук собирался ставить фильм «Смерть пассажира» по сценарию В. Голованова. Он должен был стать в отношении стиля продолжением «Истории…» однако по форме приближался к театру абсурда, что насторожило руководство студии, и разрешения на производство не было дано.
Отказ заставил Хитрука вспомнить о сценарии, написанном им для студентов — по нему он решил снять новый фильм.
В фильме использованы рисунки художника Е. Чарушина:

Нашёл в ящике стола свой же учебный сценарий. Про медвежонка. Была у меня мечта затаённая — сделать Чарушина. Это божественный художник-анималист. И всё совпало. Но было титанически трудно. Каждый рисунок Чарушина неповторим, изыскан, как божье озарение: мазок кисти — медведь оживает. Но тут тысяча движений, фаз. Божественного откровения в «потоке» не скроишь. Чарушин оказался лишь отчасти похож. Но всё-таки какой-то момент волшебства сохранился.— Ф. Хитрук.
Материал, легший в основу, заставил Хитрука искать новую технологию: художественная манера Чарушина требовала отхода от жёсткой контурной графики, традиционной для мультфильмов того времени. Был испробован новый способ нанесения рисунка тампоном, методом «торцовки».

## Награды
- 1964 — Бронзовый Лев Сан-Марко на XXV МКФ в Венеции.
- 1964 — Приз на VI МКФ фильмов для детей и юношества в Венеции (Италия).

## Видеоиздания
В 1990-е годы мультфильм был выпущен на видеокассетах в сборниках мультфильмов Studio PRO Video и видеостудией «Союз».